# Автономний підводний апарат

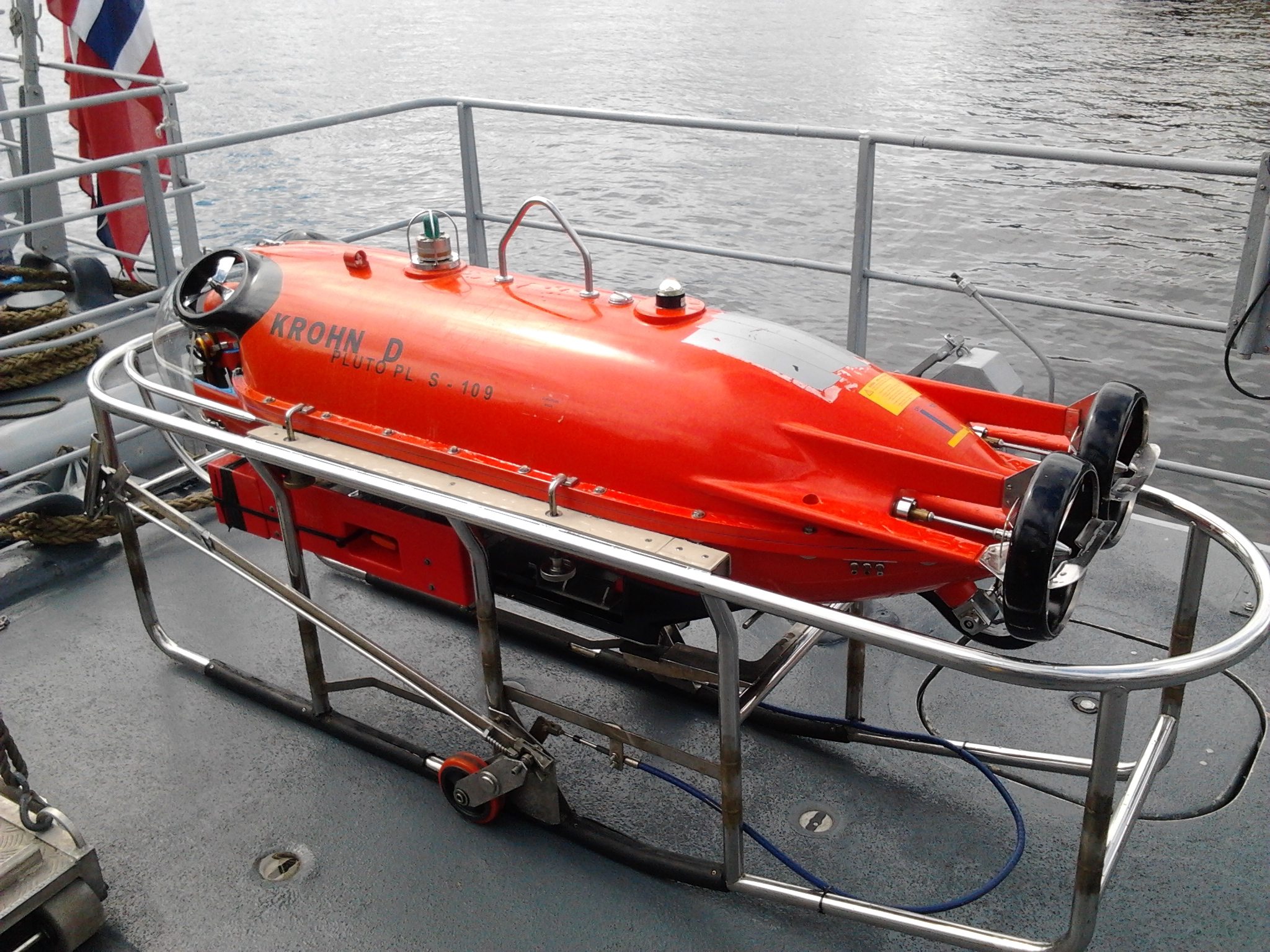
Pluto Plus - АПА для виявлення і знищення підводних мін

Автономний підводний апарат (АПА) (англ. autonomous underwater vehicle, AUV) — робот, який рухається під водою самостійно без оператора. Такі апарати є частиною більшої групи підводних апаратів, що називаються безпілотні підводні апарати, цей клас охоплює неавтономні дистанційно-керовані підводні апарати (ROVs) – які управляються і живляться з берега оператором (пілотом), або за допомогою дистанційного керування.

## Застосування
До відносно недавнього часу, АПА використовувались лише в обмежених областях застосування, в залежності від наявних технологій. З розвитком технологій обробки даних і високоефективних джерел живлення, АПА стали використовуватись частіше і розвиватися.

### Комерційне
В нафто-газовій видобувній промисловості АПА використовуються для побудови детальних карт морського дна, перед будівництвом підводної інфраструктури; трубопроводів та ін. АПА дозволяють провести точні обстеження в районах, де традиційні батометричні засоби можуть бути менш ефективними або занадто дорогими. Крім того, тепер стає можливо проводити обстеження труб після прокладки.

### Військове
АПА військового призначення застосовуються для патрулювання акваторій, протимінної оборони (виявлення та знищення мін), підводної розвідки. Прикладом таких АПА є TALISMAN від BAE System.
24 березня 2023 року стало відомо, що Північна Корея провела випробування нового підводного безпілотника, здатного нести ядерну зброю. Уточнюється, що місія підводної ядерної стратегічної зброї полягає в тому, щоб потай зануритися в оперативну зону і викликати надпотужну радіоактивну хвилю з підводним вибухом для знищення груп кораблів противника і ключових портів операції. Нову підводну наступальну систему зброї прозвали назвали «ядерним безпілотним ударним судном Цунамі».

### Наука

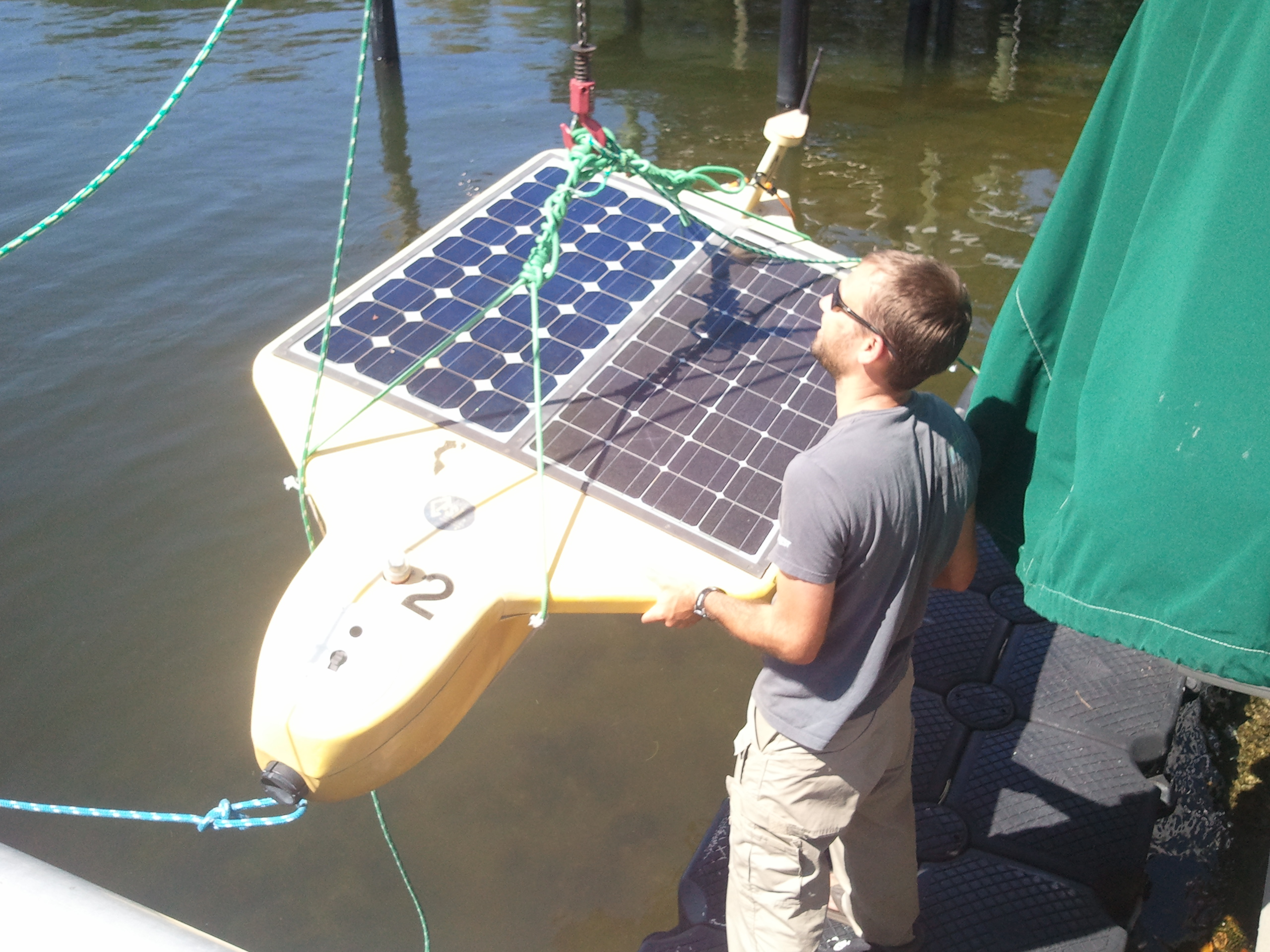
Дослідник Університету Південної Флориди запускає Tavros02, АПА, який посилає "твіти" (Twitter) на живленні від сонячних батарей.

Науковці використовують АПА для вивчення озер, океану і морського дна. Великий набір сенсорів може розташовуватись на АПА для заміру концентрацій різних елементів або компонентів, поглинання чи відбиття світла водою, і наявність мікроскопічного життя. Крім того, АПА можна сконструювати і як транспортний засіб для доставлення датчиків в певні місця.

### Хобі
Багато роботицистів створюють АПА, в результаті свого хобі. Існують змагання, де такі створені в домашніх умовах АПА змагаються один з одним за першість при виконанні різноманітних завдань. Як і в комерційних аналогів, такі АПА можуть бути оснащені камерами, світлом, або сонаром. Найпростіший АПА можна сконструювати з мікроконтролера, ПВХ корпусу, що витримає тиск, приводу для автоматичного дверного замка, шприцу і DPDT перемикача Деякі учасники змагань створювати open-source проєкти..

### Дослідження авіакатастроф
Автономний підводний апарат, наприклад AUV ABYSS, був застосований для пошуку уламків зниклого літаку Air France Рейс 447.